# 長木誠司
長木 誠司（ちょうき せいじ、1958年1月11日 - ）は、日本の音楽学者。東京大学名誉教授。専門は音楽学、表象文化論。洋楽文化史研究会初代会長。娘は劇団民藝の長木彩。

## 経歴
福岡県生まれ。東京学芸大学教育学部附属高等学校、東京大学文学部美学藝術学専攻卒業、東京藝術大学大学院音楽研究科音楽学専攻博士課程単位取得満期退学。1986-88年、ドイツ学術交流会奨学生としてボン大学に留学。1993年、出光音楽賞受賞。1994年、博士（音楽学）（東京芸術大学）。1997年、博士論文『フェッルッチョ・ブゾーニ』で吉田秀和賞受賞。2016年、『オペラの20世紀　夢のまた夢へ』で芸術選奨文部科学大臣賞受賞。東邦音楽短期大学助教授を経て、東京大学助教授、2007年より同准教授、のち東京大学大学院総合文化研究科超域文化科学専攻教授。日本音楽学会会長。2021年、紫綬褒章受章。2023年、東京大学を退官。同年、東京大学名誉教授。

## 著書
- 『前衛音楽の漂流者たち―もう一つの音楽的近代』（筑摩書房、1993）
- 『グスタフ・マーラー 全作品解説事典』（立風書房、1994）
- 『フェッルッチョ・ブゾーニ オペラの未来』（みすず書房、1995）
- 『第三帝国と音楽家たち』（音楽之友社「音楽選書」、1998）
- 『戦後の音楽―芸術音楽のポリティクスとポエティクス』（作品社、2010）
- 『オペラの20世紀　夢のまた夢へ』（作品社、2015）
- 『オペラ愛の壊れるとき　名作がしかける涙のレトリック』（音楽之友社、2021）

### 共編
- 『武満徹 音の河のゆくえ』樋口隆一（平凡社、2000）
- 『総力戦と音楽文化　音と声の戦争』戸ノ下達也（青弓社、2008）
- 『貴志康一と音楽の近代　ベルリン・フィルを指揮した日本人』梶野絵奈、ヘルマン・ゴチェフスキ（ドイツ語版）編著（青弓社、2011）

### 翻訳
- ガブリエーレ・ザルメン『音楽家409人の肖像画5 20世紀』音楽之友社、1988
- ヴォルフガング・デームリング（ドイツ語版）『ストラヴィンスキー』音楽之友社、1994
- シドニー・ジョーンズ（英語版）作曲、喜歌劇「ザ・ゲイシャ」（2007年上演）
- 『オペラがわかる101の質問』アルテスパブリッシング、2020

ザビーネ・ヘンツェ＝デーリング／ジークハルト・デーリング